# Isaacs Fury
Isaacs Fury je britský amatérský sportovní dvouplošník navržený Johnem Isaacsem jako replika stíhačky Hawker Fury v měřítku 7:10.

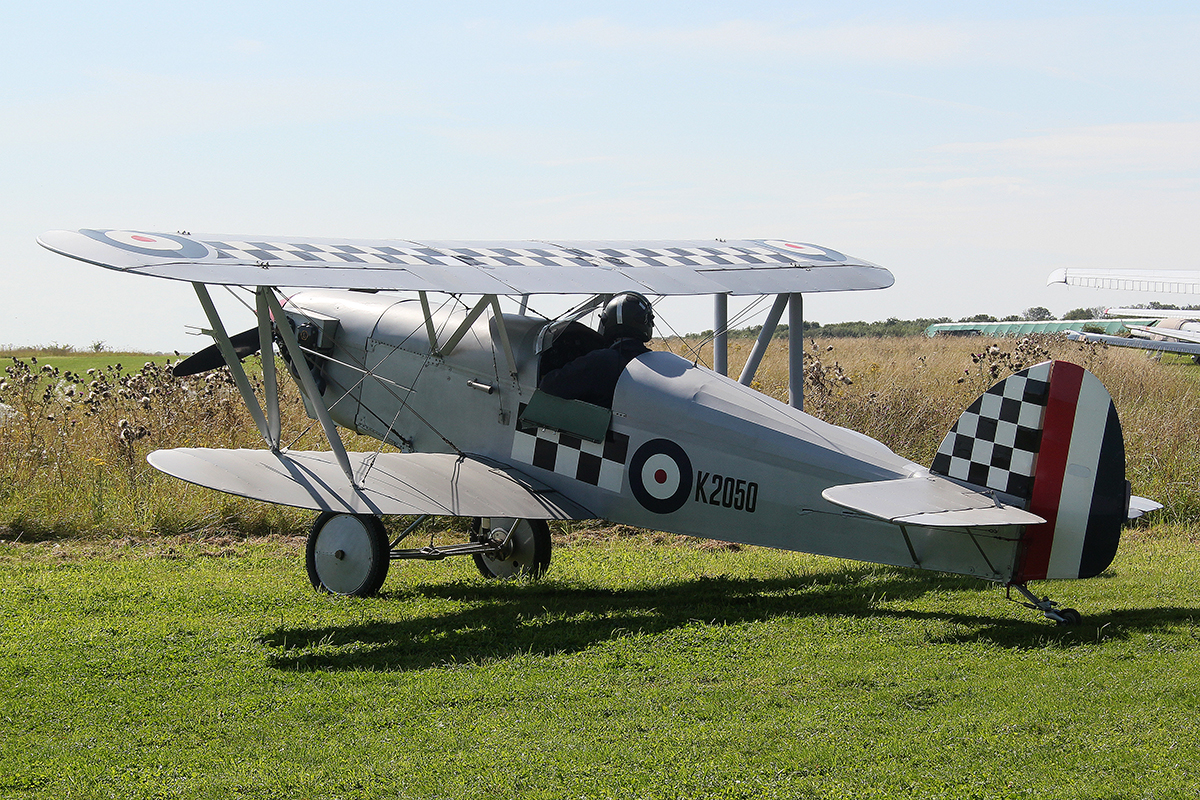
Issacs Fury Mk 2 (G-ASCM, 2017)

## Vznik a vývoj
John Isaacs jako základ použil konstrukčních metod a postupů stavby letounu Currie Wot, kterou provedl v letech 1958–9. John Owens Isaacs, letecký inženýr společnosti Supermarine Aviation, navrhl tento sportovní dvouplošník v roce 1961. Jednalo se o repliku sedm ku deseti dvouplošníku Hawker Fury z roku 1935. Prototyp (G-ASCM) postavený konstruktérem a pilotem Isaacsem v letech 1961 až 1963 v Southamptonu v Anglii, poprvé vzlétl 30. srpna 1963 z letiště Thruxton poháněn československým motorem Walter Mikron III.
V letech 1966 až 1967 byl letoun znovu uveden do provozu ale již s motorem Lycoming O-290-D. Konstrukční plány tohoto letounu (technické výkresy) byly zpřístupněny amatérským výrobcům prostřednictvím Asociace britských lehkých letadel (Light Aircraft Association, LAA) . Práva na konstrukční plány pro stavbu (specifikace PFA 011) jsou v držení LAA se souhlasem a dohledem Úřadu pro civilní letectví Spojeného království (UK Civil Aviation Authority, CAA). Specifikace PFA 011 připouští použití různých motorů v rozmezí výkonu 90–125 k/66–93 kW, maximální hmotnost letounu je stanovena na 453,5 kg.
Na konci sedmdesátých let se v dílnách, garážích a dokonce přístřešcích na dvorcích v mnoha různých zemích světa objevilo značné množství letounů Fury Mk 2. Pro mnoho lidí to nejenže nabídlo cenově dostupný způsob, jak znovu prožít „zlatou éru“ létání, ale také se při jeho stavbě stalo předmětem pravého fandovství a lásky k letectví. Tyto později vzniklé stroje byly poháněny mimo motoru Lycoming O-290 řadou dalších typů, jako např. Continental 0-200 (100 k/74 kW) nebo Lycoming O-235 (115 k/85 kW). Osazení těmito zpravidla plochými motory bylo spojeno s úpravou draku letounu tak, aby vyčnívající válce motoru co nejméně esteticky rušily kontury trupových linií.
Plány byly mimo Spojeného království prodány také do USA, Kanady, Austrálie a na Nový Zéland.

## Popis letounu
Jednalo se o dvouplošník smíšené konstrukce dřevo-ocel s pevným podvozkem ostruhového typu, který byl poháněn pístovým invertním vzduchem chlazeným čtyřválcovým motorem Walter Mikron III o jmenovitém výkonu 65 k/48 kW s dvoulistou vrtulí. Letoun měl otevřený kokpit s jedním sedadlem hned za křídlem. Za kokpitem byl i malý prostor pro zavazadla.  Kapacita palivové nádrže, umístěné za protipožární přepážkou byla 72 l, spotřeba benzínu 25 l/h. Typ byl označen jako Isaacs Fury Mk 1.
Brzy se však zjistilo, že motor Mikron byl pro tuto konstrukci poněkud poddimenzován, takže v roce 1967 byla konstrukce posílena tak, aby mohl být nainstalován motor Lycoming O-290 o výkonu 125 k/93 kW. V letech 1966 až 1967 byl první vyrobený letoun znovu uveden do provozu s novým motorem a v květnu 1967 byl zalétán jako Fury Mk 2.
Pozornost při konstrukci a stavbě byla věnována opětovnému dosažení letových vlastností původního Hawker Fury, především co se týče akrobatických dovedností. Toto letadla bylo schváleno pro akrobacií až pro přetížení v rozmezí 9G s tím, že normální limity zatížení byly mezi +5G a -1G.
Trup pravoúhlého průřezu byl vyroben ze smrkového dřeva pravoúhlého průřezu a překryt překližkou. Křídlo (profil křídla RAF 28) bylo tvořeno masivními nosníky ze smrku s vnitřním diagonálním vyztužením a látkovým potahem. Křidélka byla pouze na horním křídle. Vzpěry typu N nad kokpitem a mezi křídly podepíraly křídlo, navíc zpevnění konstrukce podporovalo vyztužení dráty. Ocasní část byla rovněž dřevěné konstrukce s nosníkovými žebry a textilní pokrytím. Pevný dvoukolový podvozek s koly o rozměru 3,25×14” byl tlumen provazci z pryže.

## Použití
Mezi roky 1975–2005 bylo imatrikulováno nejméně 30 amatérsky postavených letadel Fury Mk 2. Ve Velké Británii to bylo 23 letounů, 3 v USA (N6339, N9997A a N37896) a 4 na Novém Zélandu (ZK-DMN, ZK-RFC, ZK-JHR, ZK-CYO), po jednom letounu v Kanadě (C-GGTK) a v Austrálii (VH-UCO). V současné době stále létá řada letounů, tohoto pěkného, malého (ale plně akrobatického) letadla.

## Varianty
- Fury Mk 1 – prototyp s motorem Walter Mikron III o výkonu 48 kW/65 k
- Fury Mk 2 – prototyp poháněný pístovým motorem Lycoming O-290-D o výkonu 93 kW/125 k, pro stavbu těchto letounů v domácích podmínkách se používají plány LAA (specifikace PFA 011)

## Uživatelé
- Spojené království
- Kanada
- USA
- Austrálie
- Nový Zéland

## Specifikace
Data pro Mk 2 dle

### Technické údaje
- Posádka: 1
- Rozpětí: 6,40 m
- Délka: 5,87 m
- Výška: 2,16 m
- Nosná plocha: 11,50 m2
- Plošné zatížení: 39,3 kg/m2
- Hmotnost prázdného letounu: 322 kg
- Vzletová hmotnost: 454 kg
- Pohonná jednotka: 1× pístový motor Lycoming O-290-D o výkonu 94 kW/125 k
- Vrtule: dvoulistá dřevěná s pevnými listy

### Výkony
- Maximální rychlost: 185 km/h
- Cestovní rychlost: 160 km/h
- Minimální rychlost: 72 km/h
- Dolet: 321 km
- Stoupavost: 8,12 m/s (487,7 m/min)